# Campeonato da Europa de Corta-Mato de 2004
O Campeonato da Europa de Corta-Mato de 2004 foi a  11º edição da competição organizada pela Associação Europeia de Atletismo no dia 12 de dezembro de 2004. Teve como sede Heringsdorf na Alemanha. 

## Resultados
Esses foram os resultados do campeonato. 

### Sênior masculino individual 9,64 km
| Posição           | Atleta                 | Tempo |
| ----------------- | ---------------------- | ----- |
| Medalha de ouro   | Serhiy Lebid           | 27:31 |
| Medalha de prata  | Juan Carlos de la Ossa | 27:54 |
| Medalha de bronze | Driss Maazouzi         | 28:05 |
| 4.                | Günther Weidlinger     | 28:08 |
| 5.                | Mounir el Housni       | 28:14 |
| 6.                | Mustapha Essaïd        | 28:23 |
| 7.                | Karl Keska             | 28:23 |
| 8.                | Umberto Pusterla       | 28:24 |
| 9.                | Tom van Hooste         | 28:25 |
| 10.               | Sergei Jemeljanov      | 28:25 |
| 11.               | Fernando Silva         | 28:25 |
| 12.               | Maurizio Leone         | 28:25 |

89 atletas participaram da categoria.

### Sênior masculino por equipes
| Posição           | Equipe | Pontos |
| ----------------- | --- | ------ |
| Medalha de ouro   | França · Driss Maazouzi · Mounir el Housni · Mustapha Essaïd · Mokhtar Benhari ·                                                                                 | 28     |
| Medalha de prata  | Itália · Umberto Pusterla (8th) · Maurizio Leone (12th) · Michele Gamba (13th) · Gabriele De Nard (17th) · Luciano Di Pardo (49th) · Giuliano Battocletti (50th) | 50     |
| Medalha de bronze | Reino Unido | 63     |
| 4.                | Espanha | 71     |
| 5.                | Portugal | 104    |
| 6.                | Rússia | 114    |
| 7.                | Bélgica | 126    |
| 8.                | Ucrânia | 128    |

15 equipes participaram da corrida.

### Sênior feminino individual 5,64 km
| Posição           | Atleta              | Tempo |
| ----------------- | ------------------- | ----- |
| Medalha de ouro   | Hayley Yelling      | 22:04 |
| Medalha de prata  | Justyna Bąk         | 22:13 |
| Medalha de bronze | Jo Pavey            | 22:26 |
| 4.                | Mihaela Botezan     | 22:36 |
| 5.                | Sabrina Mockenhaupt | 22:44 |
| 6.                | Mónica Rosa         | 22:45 |
| 7.                | Inês Monteiro       | 22:47 |
| 8.                | Anikó Kálovics      | 22:49 |
| 9.                | Maria Martins       | 22:50 |
| 10.               | Anália Rosa         | 22:54 |
| 11.               | Lilia Shobukhova    | 22:59 |
| 12.               | Veerle Dejaeghere   | 23:00 |

74 atletas participaram da categoria.

### Sênior feminino por equipes
| Posição           | Equipe                                                                    | Pontos |
| ----------------- | ------------------------------------------------------------------------- | ------ |
| Medalha de ouro   | Portugal · Mónica Rosa · Inês Monteiro · Anália Rosa · Fernanda Ribeiro · | 38     |
| Medalha de prata  | Reino Unido                                                               | 43     |
| Medalha de bronze | França ·                                                                  | 97     |
| 4.                | Alemanha ·                                                                | 97     |
| 5.                | Hungria                                                                   | 106    |
| 6.                | Rússia                                                                    | 111    |
| 7.                | Bélgica                                                                   | 117    |
| 8.                | Espanha                                                                   | 122    |

13 equipes participaram da corrida.

### Júnior masculino individual 5,64 km
| Posição           | Atleta              | Tempo |
| ----------------- | ------------------- | ----- |
| Medalha de ouro   | Barnabás Bene       | 20:52 |
| Medalha de prata  | Yevgeniy Rybakov    | 20:52 |
| Medalha de bronze | Anatoliy Rybakov    | 20:53 |
| 4.                | Łukasz Parszczyński | 20:58 |
| 5.                | Mark Christie       | 21:04 |
| 6.                | Stefan Patru        | 21:07 |
| 7.                | Luke Gunn           | 21:09 |
| 8.                | Andrew Ledwith      | 21:12 |

107 atletas participaram da categoria.

### Júnior masculino por equipes
| Posição           | Equipe                                                                             | Pontos |
| ----------------- | ---------------------------------------------------------------------------------- | ------ |
| Medalha de ouro   | Rússia · Yevgeniy Rybakov · Annatoliy Rybakov · Stepan Kiselev · Aleksey Chistov · | 40     |
| Medalha de prata  | Irlanda                                                                            | 54     |
| Medalha de bronze | Reino Unido                                                                        | 59     |
| 4.                | Itália                                                                             | 120    |
| 5.                | Roménia                                                                            | 128    |
| 6.                | Polónia                                                                            | 135    |
| 7.                | Espanha                                                                            | 136    |
| 8.                | Bélgica                                                                            | 153    |

15 equipes participaram da corrida.

### Júnior feminino individual 3,64 km
| Posição           | Atleta          | Tempo |
| ----------------- | --------------- | ----- |
| Medalha de ouro   | Binnaz Uslu     | 15:32 |
| Medalha de prata  | Ancuţa Bobocel  | 15:57 |
| Medalha de bronze | Marta Romo      | 16:04 |
| 4.                | Adrienne Herzog | 16:06 |
| 5.                | Ingunn Opsal    | 16:07 |
| 6.                | Volha Minina    | 16:10 |
| 7.                | Verena Dreier   | 16:20 |
| 8.                | Helene Guet     | 16:23 |

89 atletas participaram da categoria.

### Júnior feminino por equipes
| Posição           | Equipe                                                                     | Pontos |
| ----------------- | -------------------------------------------------------------------------- | ------ |
| Medalha de ouro   | Roménia · Ancuţa Bobocel · Larisa Arcip · Catalina Oprea · Paula Todoran · | 51     |
| Medalha de prata  | Reino Unido                                                                | 65     |
| Medalha de bronze | Rússia                                                                     | 68     |
| 4.                | Bielorrússia                                                               | 84     |
| 5.                | Alemanha                                                                   | 96     |
| 6.                | França                                                                     | 123    |
| 7.                | Polónia                                                                    | 127    |
| 8.                | Itália                                                                     | 166    |

15 equipes participaram da corrida.